# Флаги уездов Литвы
В каждом уезде Литвы принят флаг, в соответствии с общим дизайном.

## Галерея
Ниже показаны флаги существующих уездов Литвы.

Флаг Алитусского уезда
Флаг Вильнюсского уезда
Флаг Каунасского уезда
Флаг Клайпедского уезда
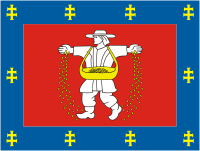
Флаг Мариямпольского уезда
Флаг Паневежского уезда
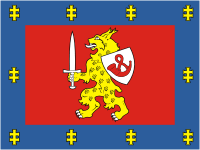
Флаг Таурагского уезда
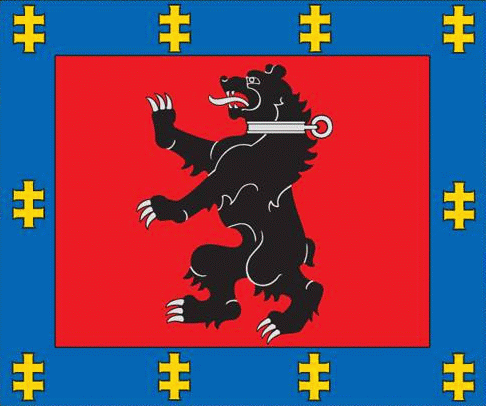
Флаг Тельшяйского уезда
Флаг Утенского уезда
Флаг Шяуляйского уезда